# Douglas Comer
Douglas Comer, né le 9 septembre 1949, est un professeur d'informatique de l'Université Purdue dans l'Indiana aux États-Unis.
Il est connu pour ses nombreux ouvrages sur le réseau internet, les systèmes d'exploitation et l'architecture des machines. Il est par ailleurs, le concepteur d'un système d'exploitation qui peut être rattaché à la famille Unix : XINU pour Xinu Is Not Unix.
Le professeur Douglas Comer a obtenu les récompenses :
- Purdue Teaching Academy Fellow,
- ACM Fellow award